# 대피소

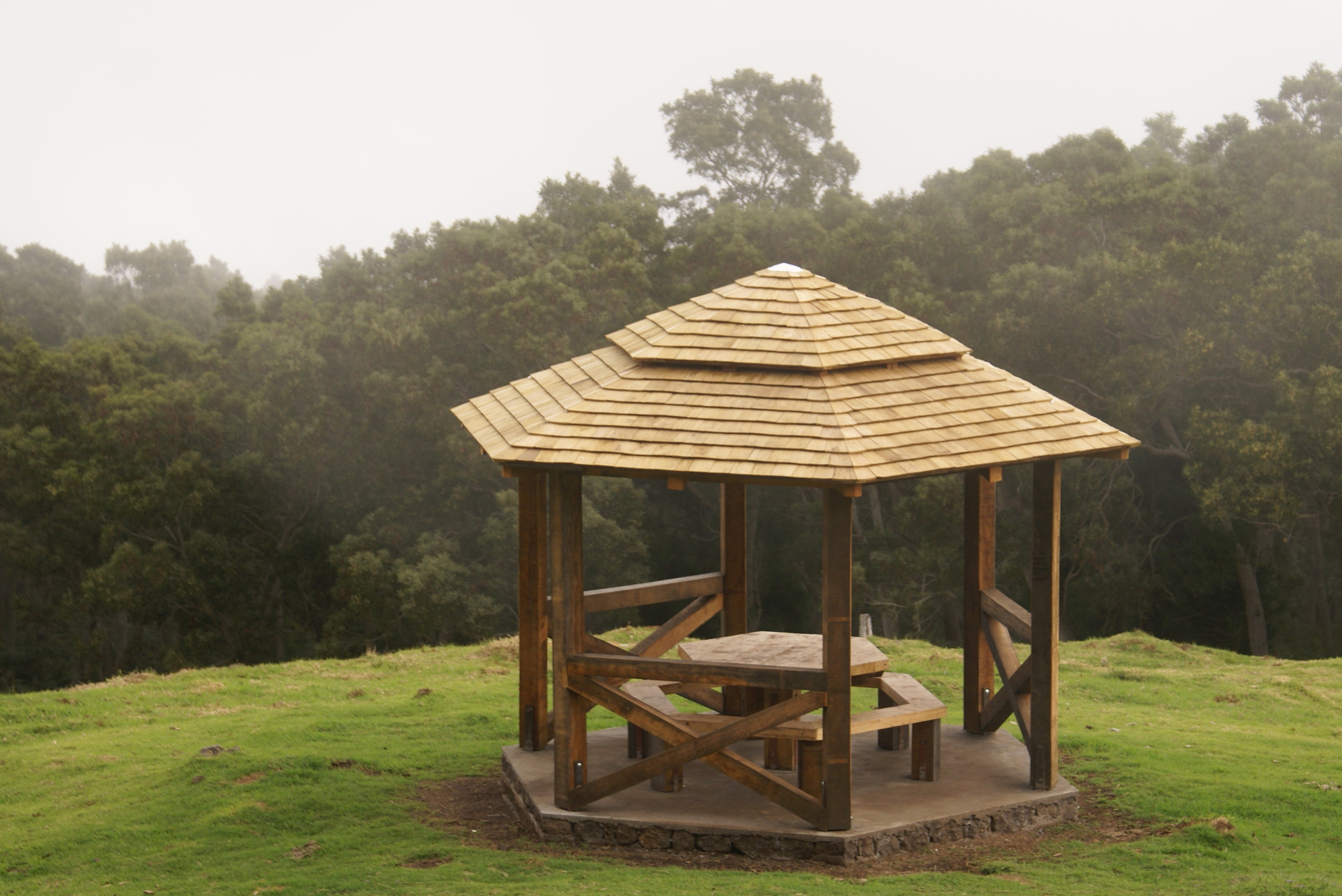

대피소(待避所, 영어: shelter)는 지역 환경으로부터 보호하는 건축 구조물 또는 자연 형성물(또는 이 둘의 조합)을 말합니다.

## 유형
- 방공호
- 동물 보호소
- 비박 쉘터
- 폭발 대피소
- 버스 정류장
- 긴급 대피소
- 낙진 대피소
- 노숙자 대피소
- 오두막
- 미아 미아: 임시 대피소를 위한 호주의 미아 미아 원주민이다.
- 슬라브 퀸지는 속이 비어있는 모양의 느슨한 눈 더미로 만든 쉼터로 주로 겨울에 생존에 사용된다.
- 피난소
- 바위 보호소
- 토구나: 아프리카 도곤 사람들이 사용하는 쉼터
- 과도기적 대피소
- 여성 보호소
- 오두막집
- 라마다 대피소
- 알아나스 홈 (대피소)

## 같이 보기
- 비보스(en:Vivos (underground shelter)) - 美캘리포니아에 본사를 둔 지하대피소 건설전문 기업으로서 사우스다코타주 엣지몬트(Edgemont)에 'Vivos  xPoint'라는 세계최대 지하대피소 커뮤니티를 만들기도 했다